# John Forsyth

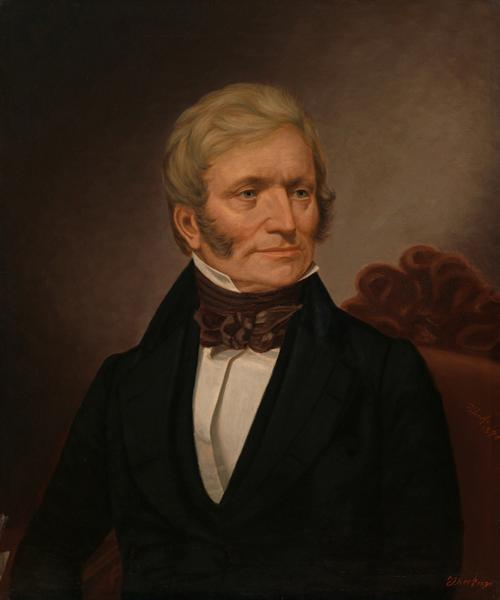
John Forsyth

John Forsyth (* 22. Oktober 1780 in Fredericksburg, Virginia; † 21. Oktober 1841 in Washington, D.C.) war ein US-amerikanischer Politiker. Er amtierte als Außenminister der Vereinigten Staaten und als Gouverneur des Bundesstaates Georgia, den er außerdem in beiden Kammern des Kongresses vertrat.

## Leben

### Ausbildung
Als Forsyth 13 Jahre alt war, wurde sein Vater Robert, der erste US Marshal des Distrikts Georgia, in Ausübung seines Berufes erschossen. Er studierte Jura am College of New Jersey, der heutigen Princeton University, wo er 1799 graduierte. Seine Anwaltszulassung erhielt er 1802 und nahm anschließend in Augusta die Tätigkeit als Rechtsanwalt auf. 1808 wurde er zum Justizminister (Attorney General) von Georgia gewählt. Etwa zwei Jahre später heiratete er Clara Meigs, die älteste Tochter von Josiah Meigs, dem ersten Präsidenten des Franklin College, der späteren University of Georgia in Athens.

### Kongressabgeordneter, Botschafter und erste Amtszeit im Senat
Schon früh entschied er sich für eine Karriere in der Politik. Er wurde für die Demokratisch-Republikanische Partei in das US-Repräsentantenhaus gewählt; seine erste Amtszeit währte vom 4. März 1813 bis zum 23. November 1818 (13.–15. Kongresswahlperiode). Während der 15. Kongresswahlperiode saß er dem Ausschuss für Ausgaben des Außenministeriums vor (Committee on Expenditures in the Department of State).
Nach dem Rücktritt von George Troup gewann er die Nachwahl am 7. November 1818 und vertrat vom 23. November 1818 bis zum 17. Februar 1819 Georgia im Senat der Vereinigten Staaten. Er trat zurück, um vom 18. Mai 1819 bis zum 2. März 1823 den Posten eines Botschafters in Spanien wahrzunehmen.
Am 4. März 1823 wurde er erneut Abgeordneter im Repräsentantenhaus und vertrat Georgia bis zu seinem Rücktritt am 7. November 1827 während der 18., 19. und 20. Kongresswahlperiode im Repräsentantenhaus. Während der 18. und 19. Kongresswahlperiode führte er den Vorsitz im Ausschuss für auswärtige Angelegenheiten (Committee on Foreign Affairs).

### Gouverneur und zweite Amtszeit im Senat
Von 1827 bis 1829 war er Gouverneur von Georgia. Nach dem Rücktritt des Senators John MacPherson Berrien und dessen Ernennung zum US-Justizminister gewann er die dadurch notwendige Nachwahl und wurde vom 9. November 1829 bis zu seinem Rücktritt am 27. Juni 1834 erneut Senator für Georgia, diesmal jedoch als Anhänger Andrew Jacksons für die Demokraten. Während der 22. Kongresswahlperiode führte er den Vorsitz im Ausschuss für Handel (Committee on Commerce), darüber hinaus gehörte er den Ausschüssen für auswärtige Beziehungen (Committee on Foreign Relations) sowie für Finanzen (Committee on Finance) an.

### Außenminister
Am 1. Juli 1834 wurde er von Präsident Jackson als Nachfolger von Louis McLane zum 13. Außenminister der Vereinigten Staaten ernannt. Er wurde auch im Kabinett von Präsident Martin Van Buren als Außenminister vereidigt und blieb bis zum 3. März 1841 im Amt; sein Nachfolger wurde Daniel Webster.
Als Außenminister vertrat Forsyth führend den Standpunkt der Regierung während der Amistad-Prozesse. Er war ein loyaler Anhänger von Andrew Jackson und in der Nullifikationskrise ein Gegner von John C. Calhoun, In den Beratungen zum Indian Removal Act unterstützte er in seiner Antwort an Theodore Frelinghuysen das Gesetz zur Aufnahme von Verhandlungen über die Umsiedlung der Indianer. Forsyth unterstützte die Sklaverei und beschäftigte selbst auch drei Hausbedienstete. Er starb am 21. Oktober 1841 in Washington und wurde auf dem Kongressfriedhof beigesetzt.

## Ehrungen
Nach ihm sind Forsyth County in Georgia und die Stadt Forsyth in Missouri benannt.